# 学芸学部
学芸学部（がくげいがくぶ）は、幅広い教養・学際領域の教育・研究を行う大学の学部である。
新制大学発足当初は学校教育法第53条の規定により学部のない大学が認められなかったため、名目上の学部として設置されたものが多い。
戦後の教員養成が大学で行われることになったのに伴い、従前の師範学校も大学に転換することで生き残りを図った。新制大学では、米国民間情報教育局（CIE）の意向により各学部での専門教育を行うための基礎としてリベラル・アーツ（学芸）としての一般教育科目をおくことになった。そのとき、旧制高等学校を母体とする文理学部などを置く大学では、旧制高等学校を母体とする学部が一般教育を、旧師範学校を母体とする学部が「教育学部」として教員養成を担った。旧制高等学校を母体とする学部を置かない大学では旧師範学校の守備範囲の広さも手伝って、一般教育、教員養成をともに目的とした「学芸学部」が設置された。この経緯から新制国立大学の設置された1949年（昭和24年）当初、「学芸学部」を持つ国立大学と「教育学部」を持つ国立大学が並立した。なお、学芸学部においては、旧制高等学校を母体とする文理学部等が学内に存在しない替わりとして、学芸学部内に教職課程の履修を必須としないコースを設置しており、そのコースの入試競争倍率は高かった。この名称となり、同時に従来通り教員養成の中枢を担おうとした（つまり様々な分野の大学教員の集合体となった。詳細は教育学部の項参照）。このため、以前は主として国立大学に事実上教員養成のために設けられた色彩が強かったが、このタイプの学芸学部は1966年に教育学部へと名称が変更された。
現在、存在する学芸学部は、教員養成を行う学部ではなく、教養学部に近い構成であることが多い。

## 学芸学部をもつ大学
- 宮城学院女子大学
- 津田塾大学
- 相模女子大学
- 同志社女子大学
- 大阪樟蔭女子大学
- 広島文化学園大学